# Артапан
Артапан Александрийский (также Артапан из Александрии; др.-греч. Ἀρτάπανος ὁ Ἀλεξανδρεύς, латиниз. Artapanus) — историк, иудей по происхождению, живший в Александрии, вероятно, во второй половине III или во II веке до н. э. Между 250 и 100 годом до н. э. написал на греческом языке историческое произведение под названием «Об иудеях». Работа Артапана может рассматриваться как ответ на произведения таких авторов, как Манефон (III век до н. э.).

## Особенности сочинения
Артапан использовал Септуагинту как основу для своего исторического сочинения, создавая своё собственное, отличающийся от библейского, повествование. Он описывает пребывание в Египте трех еврейских патриархов — Авраама, Иосифа и Моисея, представляя их героями, привнесшими в ближневосточную культуру многие важные изобретения.
Согласно Артапану, Авраам научил Фараона астрологии, Моисей «облагодетельствовал человечество» изобретением лодок, египетского оружия и философии (Eusebius, PrEv 9.27.4). Также он рассказывает, что греки называли Моисея Мусеем, учителем Орфея (считавшегося отцом греческой культуры). Также Артапан приписывает Моисею разделение Египта на 36 номов и покорение Эфиопии, два достижения, традиционно приписывавшихся египетскому «народному герою», царю Сесострису. В своем повествовании Артапан подчеркивает, что народ любил праотцов евреев за их изобретения и достижения. Он даже замечает, что эфиопляне стали обрезываться в знак восхищения перед Моисеем. Часть сочинения Артапана опирается на повествование книг Бытия и Исхода, но в основном это плоды его измышлений.
Одним из самых поразительных аспектов работы Артапана является легкость, с которой он соединяет иудейские и египетские культуру и религию. Артапан также пишет, что Моисей определил «для каждого из 36 номов бога, которому должно поклоняться, и что этими животными должны быть кошки и собаки и ибисы». Нет никаких сомнений в том, что Артапан был знаком с животными культами Египта и с многочисленными центрами культового поклонения кошкам (например, в Телль эль-Бубастис) и ибисам (например, Туна эль-Гебель возле Гермополя), которые процветали во времена написания Артапаном его работы. К сожалению, упоминание «кошек и собак и ибисов» не дает нам достаточно знаний о различных культовых центрах, которые могли бы быть использованы для датировки работы. Тем не менее, мы не можем определить только по повествованию Артапана, в какой степени этот религиозный синкретизм существовал в сознании других иудеев или египтян, писавших или живших в то время. В то время как Артапан связывает имя Моисея с основанием культов животных, он также утверждает, что «освященные животные» были уничтожены во время пересечения Красного моря. Это говорит о том, что, согласно Артапану, вклад Моисея в египетское общество был, в конечном счете, менее важен, чем его главное деяние: выведение израильтян из Египта.
Моисей также отождествляется с Гермесом в 9.27.6 (Евсевий, PrEv): «Из-за этого, Моисей был любим народом, и удостоился богоподобных почестей от жрецов и был назван Гермесом, потому что истолковал священные письмена.» Гермес был греческим богом, посыльным олимпийских богов, в египетской традиции, он был отождествлен с Тотом (Djehuty), богом мудрости и времени, изобретшим письменность. Джон Коллинз указывает на игру словами, которую Артапан мог заметить в греческом языке: имена Моисея, Тота, и объединяющее их имя Тутмос; но не поэтому Артапан связывает Моисея с Тотом. Артапан связывает еврейских патриархов, например, Авраама, якобы научившего египтян астрономии (Авраам, Евсевий PrEv 9.18.1) и Моисея, будто-бы истолковавшего священные письмена (возможно, речь идёт о буквах еврейского алфавита), и достигшего богоподобного знания Тота.
Связь Моисея с фигурой Еноха отмечалась некоторыми исследователями, так как и Енох, по преданию, научил людей «правильной» астрологии (например, солнечному календарю; 1 Енох 1-36), однако Артапан никак её не упоминает, четко обозначая лишь связь Моисея с Гермесом/Тотом. Это имеет смысл, потому что Артапан пытается связать Моисея не с другими персонажами иудейской традиции, а с египетской историей, культурой и религией в целом.

## Богословие и мотивация
Богословие Артапана является предметом разногласий среди научного сообщества. Некоторые учёные считают, что он был иудеем с языческим верованиями. Джон Барклай, например, считает, что оправдание Артапаном египетских культов животных и придание Моисею статуса языческого божества указывают на то, что Артапан вообще был язычником. Другие отмечают, что его увлечение чудотворными силами Моисея сближают его взгляды с эллинистическими языческими верованиями. Другая группа ученых, однако, считает, что Артапан «практиковал единобожие» — что сам он поклонялся только одному Богу, но признал возможность существования других богов. Они утверждают, что Артапан подчёркивает превосходство Яхве на протяжении всей своей книги, и что его изображение Моисея, как имеющего божественный статус, имеет библейские корни.
Причина, по которой Артапан стал писать свой вариант истории иудеев, также является предметом дискуссий.
Одни ученые указывают на напряженность в отношениях между диаспорами иудеев и их эллинистическими соседями. Например, Карл Холладей (Carl Holladay) считает сочинение Артапана примером «конкурентной историографии». Это значит, что сочинения Артапана должны были защитить иудеев от нападок неиудейских историков, таких как Манефон, чем и объясняется возвеличивание еврейских патриархов в его работе. Джеймс Чарльзворт из Принстонского университета, например, утверждает, что Артапан сочинил «про-еврейскую апологию» в ответ на антииудейские египетские стереотипы. Другие ученые отвергают эту току зрения, утверждая, что весьма маловероятно, чтобы неиудеи стали читать приукрашенную историю иудеев, которая к тому же принижает их собственную культуру.
Они выдвигают теорию, что целевой аудиторией Артапана, в первую очередь были сами иудеи, и что он написал свою романтизированную историю, чтобы поддержать этно-религиозную гордость иудеев. Некоторые учёные объединяют обе точки зрения, так как, на их взгляд, одна не исключает другую.
С другой стороны, Эрих Грюн (Erich Gruen) считает, что все эти споры полностью упускают из виду юмористический жанр, к которому и следует отнести сочинение Артапана: сочинитель не мог рассчитывать, что его рассказ воспримут буквально, так как каждый, кто знаком с библейскими историями быстро распознает фантастические дополнения и манипуляции текстом. Вместо этого, Грюн настаивает на том, что Артапан игриво дразнит фараонов и преувеличивает достижения еврейских патриархов «комических пропорции», чтобы продемонстрировать свою уверенность в себе в качестве иудея диаспоры.

## Литературное влияние
Хотя возможно, что сочинение Артапана оказало влияние на греческого иудейского историка Иосифа Флавия, его влияние на литературную традицию в целом никак не прослеживается.